# Comandante Fontana
Fontana is een plaats in het Argentijnse bestuurlijke gebied Patiño in de provincie Formosa. De plaats telt 5.655 inwoners.

## Geboren
- Rubén Galván (1952-2018), voetballer